# Lake Shore Limited

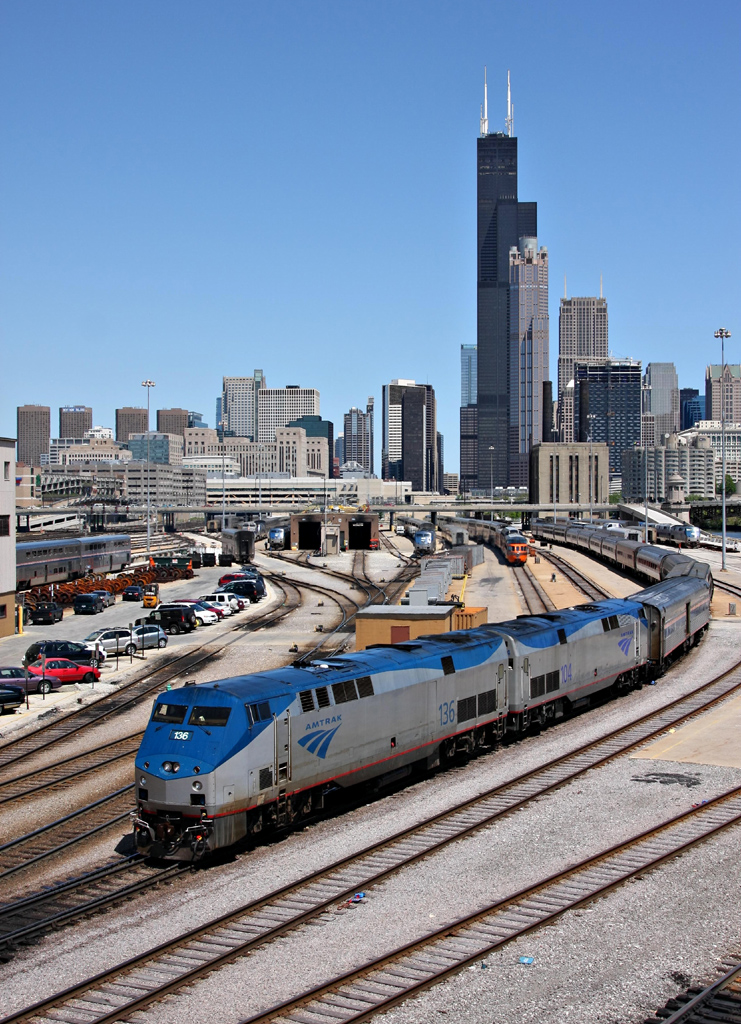
A Lake Shore Limited elhagyja Chicagót

A Lake Shore Limited egy vasúti járat az USA-ban Chicago és New York között. Az Amtrak üzemelteti 1975 óta. 2019-ben összesen 357 682 (2019) utas utazott a járaton, naponta átlagosan 980 (2019) utasa volt.
A menetidő Chicago és New York között 20 óra; Chicago és Boston között 22 óra 40 perc.

## Története
A Lake Shore Limited az egyik elődjéről kapta a nevét, amelyet a New York Central Railroad közlekedett. A mai Lake Shore Limitedhez hasonlóan a NYC járata is New York és Boston, valamint Chicago között közlekedett, bár a New York Central a LaSalle Street állomást használta. A New York Central 1956-ban az egész rendszerre kiterjedő átszervezés részeként megszüntette a Lake Shore Limitedet. A szolgáltatás az útvonalon egészen az Amtrak megalakulásáig folytatódott, az utolsó útvonal a New England States és egy név nélküli Penn Central járat volt.
Az Amtrak eredeti útvonaltervében nem szerepeltette a Buffalótól nyugatra, a New York Central Water Level Route-n keresztül történő szolgáltatást; a Chicago-New York forgalmat a Broadway Limited bonyolította le a Pennsylvania Railroad fővonalát használva Pittsburghön keresztül, míg Albany-Boston között nem volt vonatközlekedés. 1971 májusa és 1972 januárja között az Amtrak Ohio állam támogatásával üzemeltette a Chicago-New York Lake Shore vonalat. A mai Lake Shore Limited 1975. október 31-én kezdte meg működését, New York-i és bostoni szakaszokkal.
A Lake Shore Limited volt az utolsó vonat, amely a hanyatló Buffalo Central Terminal-t használta, 1979. október 28-án indult el az utolsó járat az állomásról. Azóta a Buffalo-Depew-t használja. New York-i végállomása 1991-ben az Empire Connection megnyitása után a Grand Central Terminalról a Pennsylvania Stationre változott..
1994. augusztus 3-án éjjel, hajnali 3:45 körül a nyugat felé tartó Lake Shore Limited két mozdonnyal és tizenöt kocsival, nagyjából 320 utast és tizenkilenc fős személyzetet szállítva kisiklott a Conrail tulajdonában lévő (ma már a CSX tulajdonában lévő) vágányokon a New York állambeli Batavia közelében. A vonat harmadik kocsijának kerekeinek első kisiklása a 403,7 mérföldkőnél történt, és a vonat még három mérföldet haladt, amíg a 406,7 mérföldkőnél a vonat teljesen kisiklott. Összesen tizennégy kocsi siklott ki, némelyik lecsúszott egy padkáról, és 118 utas és a személyzet tagja megsérült. Halálos áldozatok azonban nem voltak. A Nemzeti Közlekedésbiztonsági Bizottság megállapította, hogy a valószínűsíthető ok a kerekek leszakadása volt a sínek egy laposra süllyedt szakaszán.
A Poughkeepsie-be közlekedő járat 2010. november 8-án indult el. 2010 és 2011 között az Amtrak tanulmányozta a Hammond-Whiting állomás visszaállítását az Illinois-Indiana határtól keletre (amelyet 2003-ban megszüntettek), de végül nem állította vissza, mivel a vonatokat nehéz volt az állomás egyetlen peronjára irányítani.
A Freedom-alagút, a Spuyten Duyvil híd és a New York-i Penn Station 19-es vágányán tervezett javítási munkálatok miatt a New York-i szakasz 2018. május 26-tól szeptember 3-ig szünetelt. A New York Citybe utazó utasok Albany-Rensselaerben átszállhattak az Empire Service vonataira, amelyek a leállás alatt a Grand Central Terminalba közlekedtek.
2020. október 1-től 2021. május 31-ig a COVID-19 világjárvány miatt a napi járatokat heti három vonatra csökkentették.

### Lehetséges jövő
A Trains Magazine 2011. januári számában a Lake Shore Limited egyike volt annak az öt útvonalnak, amelyet az Amtrak a 2011-es pénzügyi évben fejlesztési értékelésnek vetett alá, ahogyan az előző öt útvonalat (Sunset Limited, Texas Eagle, California Zephyr, Capitol Limited és Cardinal) is megvizsgálták a 2010-es pénzügyi évben.
Az Amtrak 2011 szeptemberében tette közzé a Lake Shore Limited teljesítményjavítási tervét (PIP). Az egyik elképzelés az volt, hogy a vonat Chicagóból keletre tartó indulási idejét korábbi időpontra módosítják. Jelenleg 21:30-kor indul, hogy megkönnyítse a gyakran késő nyugati parti vonatokról való csatlakozást. A jobb indulási idő évi 2 millió amerikai dollár többletbevételt jelentene.
Az Amtrak radikálisabb változtatásokat is fontolóra vett a Lake Shore Limited működésében, beleértve a Chicago-Detroit vonalon való átvezetést, de elvetette azokat. Ez lenne az első teljes New York Cityből Chicagóba közlekedő vonat, amely a New York Central Wolverine vonata óta a délnyugati Ontario és Detroit között közlekedne.
2021-ben az Amtrak azt javasolta, hogy a New York-i Chautauqua megyében, Erie és Buffalo között építsenek ki egy kiegészítő állomást Westfieldben vagy Dunkirkben. A tervek 2022-ben haladtak előre a megálló pontos elhelyezésének tanulmányozására.

## Utasszám
Az utasforgalom az elmúlt években az alábbi módon változott:
| Utasok száma | 387 043 | 373 331 | 357 682 | 195 850 |
|              | 2011    | 2014    | 2019    | 2021    |